# シャウル・ゲレロ
シャウル・ゲレロ（Shaul Marie Guerrero、1990年10月14日 - ）は、アメリカ合衆国の女子プロレスラー。テキサス州エルパソ出身
メキシコのプロレス一家であるゲレロ・ファミリーの一員。祖父のゴリー・ゲレロ、父親のエディ・ゲレロ、伯父のチャボ・ゲレロ・シニア、マンド・ゲレロ、ヘクター・ゲレロ、従兄弟のチャボ・ゲレロ・ジュニアもプロレスラーである。母親はWWEでGMなどを務めていたヴィッキー・ゲレロ。

## 来歴

### WWE
2010年にWWEとディペロップメント契約。2011年2月に傘下団体であるFCWデビュー。試合後にはサイン会を予定していた母親であるヴィッキー・ゲレロが登場し、FCWのGMであるマキシンと舌戦を繰り広げた。
9月より大型ユニット、ジ・アセンション（The Ascension）の一員として活動。マネージャー兼参謀役としてメンバーを指揮する一方、試合では11月17日にアクサナからクイーン・オブ・FCW、12月15日にはオードリー・マリーからFCWフロリダディーヴァズ王座を奪取した。
ジ・アセンション脱退後、2012年より絶対的女王として君臨し、ディーヴァの存在意義を唱えると共にソフィア・コルテス、ペイジとアンチディーヴァなるユニットを結成。しかし、FCWと新人発掘番組であるWWE NXTが統合した新生NXTではウルトラ・ディーヴァのギミックで登場。NXTではペイジやソフィアと抗争を展開していたが、実生活において学業に専念したいということから9月にWWEへ自主解雇を要求し、同月30日に解雇となった。

### WWE復帰
2013年9月、自身の学業が落ちついたということもあり、WWEに復帰を要望。WWEも受諾し、WWEパフォーマンスセンターにてトレーニングを再開した。10月5日にはNXT Liveにて復帰戦を行った。以降、NXT Liveではジェイソン・ジョーダン & メイソン・ライアンのマネージャー、2014年にはバロン・カービンのマネージャーとして活動してWWE昇格を狙っていたものの、5月1日、WWEから解雇となった。

### インディー団体
WWE解雇後、2014年8月30日、アイ・ビリーブ・イン・レスリング（I Believe In Wrestling）のイベントであるBELIEVE 82にて本名名義で参戦し、チェイスン・ランス & トリスタン・ケアリィ & ヘスス・ロドリゲスのマネージャーに就き、サンタナ・ギャレット & マックスウェル・シカゴ & スウィート・タン・ウィリーと対戦して勝利した。

## その他
- 2014年12月、WWEに所属し、エイデン・イングリッシュのリングネームで活動するマット・リーヴォルトと婚約した[3]。

## 得意技
- ゴリー・ボム

現在使われているフィニッシャー。祖父のゴリー・ゲレロのオリジナル技であるゴリー・スペシャルを元に従兄弟のチャボ・ゲレロ・ジュニアが編み出したオリジナル技。ゴリースペシャルの体勢から腕のクラッチを外し、フェイスバスター式に叩きつける変形パワーボム。
- スリー・アミーガス

トリプルブレーンバスター。父エディのスリーアミーゴス同様フィニッシャーへの繋ぎ技と使用している。
- スクープスラム
- キャメルクラッチ
- リバース・チンロック
- スクールガール
- ジャックナイフ
- スモーキン・ガン

父のエディ・ゲレロが信条としていた「審判を欺き勝利を得る」ファイトスタイルを継承した形であり、エディ同様巧みに相手に反則技をさせたと見せかけて反則勝利を得る。

## 獲得タイトル
FCW
- クイーン・オブ・FCW : 1回
- FCWフロリダディーヴァズ王座 : 1回

## 入場曲
- 13th Chord
- Get Up
- 2 Hot 2 Handle (Instrumental)
- 2 Hot 2 Handle (Lyrical)